# Episodi di Playhouse 90 (terza stagione)
La terza stagione della serie televisiva Playhouse 90 è andata in onda negli Stati Uniti dal 25 settembre 1958 al 25 giugno 1959 sulla CBS.
| nº | Titolo originale                   | Prima TV USA      |
| -- | ---------------------------------- | ----------------- |
| 1  | The Plot to Kill Stalin            | 25 settembre 1958 |
| 2  | Days of Wine and Roses             | 2 ottobre 1958    |
| 3  | The Time of Your Life              | 9 ottobre 1958    |
| 4  | The Long March                     | 16 ottobre 1958   |
| 5  | Shadows Tremble                    | 23 ottobre 1958   |
| 6  | Words from a Sealed-Off Box        | 30 ottobre 1958   |
| 7  | Heart of Darkness                  | 6 novembre 1958   |
| 8  | Old Man                            | 20 novembre 1958  |
| 9  | The Return of Ansel Gibbs          | 27 novembre 1958  |
| 10 | Free Weekend                       | 4 dicembre 1958   |
| 11 | Seven Against the Wall             | 11 dicembre 1958  |
| 12 | The Nutcracker                     | 25 dicembre 1958  |
| 13 | Face of a Hero                     | 1º gennaio 1959   |
| 14 | The Wings of the Dove              | 8 gennaio 1959    |
| 15 | The Blue Men                       | 15 gennaio 1959   |
| 16 | The Velvet Alley                   | 22 gennaio 1959   |
| 17 | A Quiet Game of Cards              | 29 gennaio 1959   |
| 18 | Child of Our Time                  | 5 febbraio 1959   |
| 19 | The Second Man                     | 12 febbraio 1959  |
| 20 | The Raider                         | 19 febbraio 1959  |
| 21 | The Dingaling Girl                 | 26 febbraio 1959  |
| 22 | Made in Japan                      | 5 marzo 1959      |
| 23 | For Whom the Bell Tolls (Part One) | 12 marzo 1959     |
| 24 | For Whom the Bell Tolls (Part Two) | 19 marzo 1959     |
| 25 | A Trip to Paradise                 | 26 marzo 1959     |
| 26 | In Lonely Expectation              | 2 aprile 1959     |
| 27 | The Day Before Atlanta             | 9 aprile 1959     |
| 28 | Judgment at Nuremberg              | 16 aprile 1959    |
| 29 | A Corner of the Garden             | 23 aprile 1959    |
| 30 | Dark December                      | 30 aprile 1959    |
| 31 | Diary of a Nurse                   | 7 maggio 1959     |
| 32 | A Marriage of Strangers            | 14 maggio 1959    |
| 33 | Out of Dust                        | 21 maggio 1959    |
| 34 | The Rank and File                  | 28 maggio 1959    |
| 35 | The Killers of Mussolini           | 4 giugno 1959     |
| 36 | Project Immortality                | 11 giugno 1959    |
| 37 | Dark as the Night                  | 18 giugno 1959    |
| 38 | The Second Happiest Day            | 25 giugno 1959    |

## The Plot to Kill Stalin
- Prima televisiva: 25 settembre 1958
- Diretto da: Delbert Mann
- Scritto da: David Karp

### Trama
- Guest star: Melvyn Douglas (Joseph Stalin), Eli Wallach (Poskrebyshev), Oskar Homolka (Nikita Khrushchev), E. G. Marshall (Lavrenti Beria), Luther Adler (Vyacheslav Molotov), Thomas Gomez (Georgi Malenkov), Marian Seldes (Madame Molotova), Lawrence Dobkin (Shtemenko), Bert Freed (Sokolov), David J. Stewart (Ignatiev), Paul Bryar (Marshal Georgi Zhukov), Paul Lambert (Rassine), Paul Maxwell (Recorder), Edwin Jerome (Physician), Harry Davidson (Ryumim)

## Days of Wine and Roses
- Prima televisiva: 2 ottobre 1958
- Diretto da: John Frankenheimer
- Scritto da: J. P. Miller

### Trama
- Guest star: Piper Laurie (Kirsten Clay), Cliff Robertson (Joe Clay), Charles Bickford (Ellis Arnesen), Malcolm Atterbury (Jim Hungerford), Marc Lawrence (Scarface), Martha Wentworth (Mrs. Nolan)

## The Time of Your Life
- Prima televisiva: 9 ottobre 1958
- Diretto da: Tom Donovan
- Scritto da: A. J. Russell
- Soggetto di: William Saroyan

### Trama
- Guest star: Dick York (Tom), Jackie Gleason (Joe), Betsy Palmer (Kitty Duval), Jack Klugman (Nick), Bobby Van (Harry), James Barton (Kit Carson), Bert Freed (Blick), Terry Carter (Wesley), Steve Franken (Willie), Carlos Montalban (Arab), Billy M. Greene (Drunk), Dina Merrill (Mary), Jeri Archer (Killer), Ray Mchugh (Newsboy), Lynne Forrester (Friend), Gloria Vanderbilt (Elsie)

## The Long March
- Prima televisiva: 16 ottobre 1958
- Diretto da: Delbert Mann
- Scritto da: Roger Hirson
- Soggetto di: William Styron

### Trama
- Guest star: Sterling Hayden (colonnello Templeton), Rod Taylor (tenente Culver), Jack Carson (capitano Mannix), Mona Freeman (Betsy), James Congdon (soldato Hobbs)

## Shadows Tremble
- Prima televisiva: 23 ottobre 1958
- Diretto da: Ernest Kinoy

### Trama
- Guest star: Edward G. Robinson (Oscar Bromek), Ray Walston (Partridge), Beatrice Straight (Grace), Robert Webber (Malcolm Field), Lori March (Felicia Field), Byron Foulger (Frank Post), Frank Conroy (Ty Tyburn), Parker Fennelly (George Putnam)

## Words from a Sealed-Off Box
- Prima televisiva: 30 ottobre 1958
- Diretto da: Franklin J. Schaffner
- Soggetto di: Henriette Rosenberg

### Trama
- Guest star: Maria Schell (Greta), Jean-Pierre Aumont (Henri), Vivian Nathan (Frieda), Betsy von Furstenberg (Lisa), Theodore Bikel (Rapp)

## Heart of Darkness
- Prima televisiva: 6 novembre 1958
- Diretto da: Ron Winston
- Soggetto di: Joseph Conrad

### Trama
- Guest star: Boris Karloff (Kurtz), Roddy McDowall (Marlow), Oskar Homolka (dottore), Eartha Kitt (Queen), Richard Haydn (Accountant), Inga Swenson (Maria), Cathleen Nesbitt (Old Woman)

## Old Man
- Prima televisiva: 20 novembre 1958
- Diretto da: John Frankenheimer
- Scritto da: Horton Foote
- Soggetto di: William Faulkner

### Trama
- Guest star: Stafford Repp (Steamboat Captain), Sterling Hayden (Tall Convict), Geraldine Page (Young Woman), Milton Selzer (Second Convict), James Westerfield (Warden), Malcolm Atterbury (dottore), Sandy Kenyon (Deputy), Marc Lawrence (Cajun), Len Lesser (Man with Gun), Richard LePore (Man on Cotton Horse), Naomi Stevens (Woman on Boat), James Forster (Motorboat Pilot), Alvin Childress (contadino), Clegg Hoyt (Army Officer), Bob Duggan (Steam Launch Pilot), Ned Roberts (sergente)

## The Return of Ansel Gibbs
- Prima televisiva: 27 novembre 1958
- Diretto da: Ralph Nelson
- Scritto da: David Davison
- Soggetto di: Frederick Buechner

### Trama
- Guest star: Melvyn Douglas (Ansel Gibbs), Diana Lynn (Anne), Mary Astor (Sylvia), Earl Holliman (Robin Tripp), Loring Smith (senatore Farwell), John Hoyt (Porter Hoyt), Ilka Chase (Louise)

## Free Weekend
- Prima televisiva: 4 dicembre 1958
- Scritto da: Steve Gethers

### Trama
- Guest star: James Whitmore (Guy Cato), Nina Foch (Wanda Newton), Kim Hunter (Shirl Cato), Jim Backus (Jerry), Charles Bickford (Marvin), Buddy Ebsen (Phil), Martin Balsam (Sam Gordon), Nancy Marchand (Sylvia Sands), June Dayton (Dorothy Gordon), Jack Albertson (Herbert Sands), Paul Langton (Paul Newton), Lee Kinsolving (Richard)

## Seven Against the Wall
- Prima televisiva: 11 dicembre 1958
- Diretto da: Franklin J. Schaffner
- Scritto da: David Davison

### Trama
- Guest star: Paul Lambert (Al Capone), Tige Andrews (Frank "the Enforcer" Nitti), Dennis Patrick (George "Bugs" Moran), Frank Silvera (Nick Sorello), Dennis Cross (Pete Gusenberg), Barry Cahill (Frank Gusenberg), Richard Carlyle (Reinhard Schwimmer), Paul Stevens (Jack McGurn), Celia Lovsky (Mrs. Schwimmer), Paul Burke (Paul Salvanti), Don Gordon (Borotta), Jean Inness (Mrs. Doody), Al Ruscio (Albert Weinshank), George Keymas (James Clark), Milton Frome (Adam Heyer), Wayne Heffley (John May), Karl Lukas (Willie Marks), Nesdon Booth (Mike Heitler), Robin Morse (Charlie Fischetti), Walter Barnes (barista), Warren Oates (Ted Newberry), Lewis Charles (Jake "Greasy Thumb" Guzik), Nicholas Georgiade (Rocco), Sid Cassel (Angelo), Connie Davis (Mrs. Walsh), Robert Cass (O'Meara)

## The Nutcracker
- Prima televisiva: 25 dicembre 1958

### Trama
- Guest star: Bonnie Bedelia (Clara), June Lockhart (narratore)

## Face of a Hero
- Prima televisiva: 1º gennaio 1959
- Diretto da: John Frankenheimer
- Scritto da: Robert L. Joseph
- Soggetto di: Pierre Boulle

### Trama
- Guest star: Jack Lemmon (David Poole), James Gregory (Chief Fuller), Rip Torn (Harold Rutland, Jr.), Henry Hull (Bishop), Anne Meacham (Catherine), Larry Gates (senatore Knox), William Hansen (Millard), Malcolm Atterbury (Simon), Florida Friebus (donna)

## The Wings of the Dove
- Prima televisiva: 8 gennaio 1959
- Diretto da: Robert Stevens
- Scritto da: Meade Roberts
- Soggetto di: Henry James

### Trama
- Guest star: Dana Wynter (Kate Croy), James Donald (Miles Denshaw), John Baragrey (Lord Mark), Henry Daniell (Lionel Croy), Lurene Tuttle (Susan Stringham), Inga Swenson (Milly Theale), Isabel Jeans (Maude Lowder)

## The Blue Men
- Prima televisiva: 15 gennaio 1959
- Diretto da: John Frankenheimer
- Scritto da: Alvin Boretz

### Trama
- Guest star: David Lewis (Lanier), Jack Warden (Joe Cushing), Edmond O'Brien (Roy Brenner), Eileen Heckart (Rose), James Westerfield (Mack Harris), Rafael Campos (Jules Roman), Richard LePore (Ernie), Cameron Prud'Homme (capitano Marshack)

## The Velvet Alley
- Prima televisiva: 22 gennaio 1959
- Diretto da: Franklin J. Schaffner
- Scritto da: Rod Serling

### Trama
- Guest star: Alexander Scourby (Harvey Diedrich), Micky Dolenz (Melvin), David White (Freddie Henderson), Art Carney (Ernie Pandish), Leslie Nielsen (Eddie Kirkley), Katharine Bard (Pat Pandish), Jack Klugman (Max Salter), Bonita Granville Wrather (Mrs. Kirkley), George Voskovec (Steve Pandish), Eddie Ryder (Julius), Martha Wentworth (Mrs. Cowznoski), John Conwell (Kirkley's Associate), Dyan Cannon (Gloria), Burt Reynolds (Actor)

## A Quiet Game of Cards
- Prima televisiva: 29 gennaio 1959
- Diretto da: Alex Segal
- Scritto da: Reginald Rose

### Trama
- Guest star: Barry Sullivan (Sturbridge), Franchot Tone (Raymond), Gary Merrill (McBurnie), E. G. Marshall (Merrill), William Bendix (Wales), Irene Hervey (Mrs. McBurnie)

## Child of Our Time
- Prima televisiva: 5 febbraio 1959
- Diretto da: George Roy Hill
- Scritto da: Irving Gaynor Neiman

### Trama
- Guest star: Robert Crawford, Jr. (Tanguy), Lou Jacobi (Puigdellevol), Maximilian Schell (Gunther), George Dolenz (Albert), John Wengraf (Cohen), Rene Korper (Guy), Beppy de Vries (Concierge), Guy De Vestel (Dulac), Edgar Barrier (Mayo), Liliane Montevecchi (Carla), Voytek Dolinski (Antoine)

## The Second Man
- Prima televisiva: 12 febbraio 1959

### Trama
- Guest star: James Mason (Heskeith), Margaret Leighton (Miss Kerrison), Hugh Griffith (Jaggers), Kenneth Haigh (Maudsley), Barry Morse, Diana Wynyard (Jane Birman)

## The Raider
- Prima televisiva: 19 febbraio 1959
- Diretto da: Franklin J. Schaffner
- Scritto da: Loring Mandel

### Trama
- Guest star: Paul Douglas (David Ringles), Frank Lovejoy (Arthur Hennicut), Rod Taylor (Bob Castillo), Leif Erickson (James Mayberry), Donald Crisp (Samuel Harmon), Leon Ames (Marvin Tannis)

## The Dingaling Girl
- Prima televisiva: 26 febbraio 1959
- Diretto da: Fielder Cook
- Scritto da: J. P. Miller

### Trama
- Guest star: Eddie Albert (Leroy Dawson), Mort Sahl (Dettering Rohn), Sam Jaffe (Grandy), Harry Townes (Mickey Cassidy), Diane Varsi (Lurene Dawson), Edward S. Brophy (Gabo Barch)

## Made in Japan
- Prima televisiva: 5 marzo 1959
- Diretto da: Herbert Hirschman
- Scritto da: Leslie Stevens
- Soggetto di: Joseph Stefano

### Trama
- Guest star: Dean Stockwell (Roy Riverlee), Harry Guardino (tenente Michael Largo), Dick York (Matthew Sherwood), E. G. Marshall (capitano Kirby), Robert Vaughn (Earl Randolph), Nobu McCarthy (Song Mayonaka)

## For Whom the Bell Tolls (Part One)
- Prima televisiva: 12 marzo 1959
- Diretto da: John Frankenheimer
- Scritto da: A. E. Hotchner
- Soggetto di: Ernest Hemingway

### Trama
- Guest star: Jason Robards (Robert Jordan), Maureen Stapleton (Pilar), Maria Schell (Maria), Nehemiah Persoff (Pablo), Eli Wallach (Rafael), Steven Hill (Augustin), Sydney Pollack (Andres), Vladimir Sokoloff (Anselmo), Joseph Bernard (Primitivo), Milton Selzer (Fernando), Nicholas Colasanto (Eladio), Marc Lawrence (El Sordo), Herbert Berghof (generale Golz)

## For Whom the Bell Tolls (Part Two)
- Prima televisiva: 19 marzo 1959
- Diretto da: John Frankenheimer
- Scritto da: A. E. Hotchner
- Soggetto di: Ernest Hemingway

### Trama
- Guest star: Jason Robards (Robert Jordan), Maureen Stapleton (Pilar), Maria Schell (Maria), Nehemiah Persoff (Pablo), Eli Wallach (Rafael), Steven Hill (Augustin), Sydney Pollack (Andres), Vladimir Sokoloff (Anselmo), Joseph Bernard (Primitivo), Milton Selzer (Fernando), Nicholas Colasanto (Eladio), Marc Lawrence (El Sordo)

## A Trip to Paradise
- Prima televisiva: 26 marzo 1959
- Diretto da: Buzz Kulik
- Scritto da: Adrian Spies

### Trama
- Guest star: Susan Oliver (Ellie), Burt Brinckerhoff (Raymond Austin), Martha Scott (Mrs. Austin), Buddy Ebsen (Froelich), Martin Balsam

## In Lonely Expectation
- Prima televisiva: 2 aprile 1959
- Diretto da: Franklin J. Schaffner
- Scritto da: Mayo Simon

### Trama
- Guest star: Diane Baker (Sheila Cass), Philip Abbott (Cass), Susan Harrison (P. J.), Buzz Martin (Billy), Virginia Kaye (Mrs. Runnells)

## The Day Before Atlanta
- Prima televisiva: 9 aprile 1959
- Diretto da: Ralph Nelson
- Scritto da: John Gay

### Trama
- Guest star: Jack Warden (Jubal), Suzi Carnell (Carrie), Dabbs Greer (Clayton), Clu Gulager (Zach), Gavin Gordon (Slade), Timmy Everett (Doug), Musa Williams (Esther), Clinton Sundberg (Matt)

## Judgment at Nuremberg
- Prima televisiva: 16 aprile 1959
- Diretto da: George Roy Hill
- Scritto da: Abby Mann

### Trama
- Guest star: Werner Klemperer (Emil Hahn), Maximilian Schell (Hans Rolfe), Claude Rains (giudice Ben Haywood), Paul Lukas (Ernst Janning), Melvyn Douglas (generale Barker), Albert Szabo (Peterson), Martin Milner, Ludwig Donath, Gregory Gaye, Alex Gerry, Wendell Holmes, Celia Lovsky, Oliver McGowan, Torben Meyer, Otto Waldis

## A Corner of the Garden
- Prima televisiva: 23 aprile 1959
- Diretto da: Robert Stevens
- Scritto da: Tad Mosel

### Trama
- Guest star: Eileen Heckart (Dorothy), Gary Merrill (Louis), Susan Gordon (Lorraine), Tommy Kirk (Jack), Heather Sears (Barbara)

## Dark December
- Prima televisiva: 30 aprile 1959
- Diretto da: Franklin J. Schaffner
- Scritto da: Merle Miller

### Trama
- Guest star: Barry Sullivan (capitano Hobart Schuyler), James Whitmore (maggiore Abe Kasner), Richard Beymer (Leroy Cadman), Paul Burke (Farley Mathews), Lili Darvas (Belgian Woman)

## Diary of a Nurse
- Prima televisiva: 7 maggio 1959
- Diretto da: David Greene
- Scritto da: Arthur Hailey

### Trama
- Guest star: Inger Stevens (Gail Lucas), Victor Jory (George Bavister), Mary Astor (Eileen Bavister), Mildred Dunnock (Elsie Chiapetta), Adam Kennedy, Polly Rowles, Suzanne Pleshette, Elizabeth Patterson, Carolyn Kearney

## A Marriage of Strangers
- Prima televisiva: 14 maggio 1959
- Diretto da: Alex Segal
- Scritto da: Reginald Rose

### Trama
- Guest star: Red Buttons (Jerry Shoemaker), Diana Lynn (Louise Shoemaker), Joan Blondell (Mrs. Patrick), Larrian Gillespie (Sharon Patrick), Gina Gillespie (Cathy Patrick)

## Out of Dust
- Prima televisiva: 21 maggio 1959
- Soggetto di: Lynn Riggs

### Trama
- Guest star: Charles Bickford (vecchio Grant), Uta Hagen, Dick York, Gloria Talbott (Rose), Fritz Weaver (King)

## The Rank and File
- Prima televisiva: 28 maggio 1959
- Diretto da: Franklin J. Schaffner
- Scritto da: Rod Serling

### Trama
- Guest star: Van Heflin (Bill Kilcoyne), Luther Adler (Irving Werner), Harry Townes (Gabe Brewster), Charles Bronson (Andy Kovaric), Cameron Prud'Homme (Joseph Farrell), Carl Benton Reid (senatore Henders), Bruce Gordon (Tony Russo), Whitney Blake (Martha Brewster), Addison Richards (Harker), Wright King (Riley), Tom Palmer (Eaton), Danny Richards, Jr. (Charlie Hacker), Joseph Sullivan (Union Man), Clegg Hoyt (guardia), Henry Barnard (Secretary), Alfred Hopson (Striker), Jay Overholts (Striker), Robert Cass (Striker), Bruce Hall (Dickson)

## The Killers of Mussolini
- Prima televisiva: 4 giugno 1959
- Diretto da: Buzz Kulik
- Scritto da: A. E. Hotchner

### Trama
- Guest star: Nehemiah Persoff (Benito Mussolini), Ilka Windish (Clara Petacci), Harry Guardino (Neri), Michael Ansara (Longo), John Dehner (Tedesco), Eduardo Ciannelli (Graziani), Lawrence Dobkin (Pavolini), Frank Puglia (Cardinal), Erika Remberg (Gianna)

## Project Immortality
- Prima televisiva: 11 giugno 1959
- Scritto da: Loring Mandel

### Trama
- Guest star: Michael Landon (Arthur Doner), Lee J. Cobb (dottor Lawrence Doner), Patricia McCormack (Ketti Doner), Kenneth Haigh (Martin Schramm), Gusti Huber (Mrs. Doner)

## Dark as the Night
- Prima televisiva: 18 giugno 1959
- Soggetto di: James Hadley Chase

### Trama
- Guest star: Laraine Day (Lauren Hughes), Michael Wilding (Chris Hughes), Dennis Price (Percy), Michael Hordern (Griffith), Bill Owen (Peters), Hermione Baddeley (Rose), Sydney Tafler (Club Manager), Marianne Stone (Ellen), Ronald Allen (Tommy)

## The Second Happiest Day
- Prima televisiva: 25 giugno 1959
- Diretto da: Ralph Nelson

### Trama
- Guest star: Tony Randall (Gus Taylor), Margaret O'Brien (Lila Norris), Judith Anderson (Ava Norris), Fay Wray (Tula Marsh), Jack Mullaney (Cuppy Vale), John Lupton (George Marsh III)